# Договор Тлателолько
Договор Тлателолько, официально Договор о запрещении ядерного оружия в Латинской Америке и Карибском бассейне — многосторонний международный акт о создании безъядерной зоны на территории Латинской Америки и Карибского бассейна.
Договор был подписан 14 февраля 1967 года на встрече глав государств Латинской Америки и Карибского бассейна в Тлателолько (район города Мехико). Договор подписали 14 государств: Боливия, Венесуэла, Гаити, Гватемала, Гондурас, Колумбия, Коста-Рика, Мексика, Панама, Перу, Сальвадор, Уругвай, Чили и Эквадор. 7 стран воздержались от подписания: Аргентина, Бразилия, Доминиканская республика, Никарагуа, Парагвай, Тринидад и Тобаго, Ямайка. Куба в данной встрече не участвовала. 22 апреля 1968 года договор официально вступил в силу.
Поводом к заключению Договора Тлателолько стал Карибский кризис 1962 года, поэтому первоочередной целью этого договора явилось создание гарантии безопасности Латинской Америки от любых конфликтов между ядерными державами.
Ключевую роль в разработке и продвижении договора сыграл министр иностранных дел Мексики Альфонсо Гарсия Роблес, за что в 1982 году он получил Нобелевскую премию мира.

## Зона действия договора
- Точка 35° Северной широты и 75° Западной долготы; отсюда прямо на Юг, до точки,  30° Северной широты и 75° Западной долготы; оттуда прямо на Восток до точки  30° Северной широты и 50° Западной долготы; оттуда по локсодромической линии  до точки до 5° Северной широты и 20° Западной долготы; отсюда прямо на Юг до точки до 60° Южной широты и 20° Западной долготы; отсюда прямо на Запад до точки до 60° Южной широты и 115° Западной долготы; отсюда прямо на север до точки 0° широты и 115° Западной долготы; отсюда, по локсодромической линии до точки 35° Северной широты и 150° Западной долготы; оттуда прямо на Восток до точки с до 35° Северной широты и 75° Западной долготы. В зону действия договора не входят континентальная часть и территориальные воды США.